# Yvrencheux
Yvrencheux é uma comuna francesa na região administrativa de Altos da França, no departamento de Somme. Estende-se por uma área de 6,01 km². Em 2010 a comuna tinha 127 habitantes (densidade: 21,1 hab./km²).